# Mira Fuchrer
Mira Fuchrer (née en 1920 à Varsovie, morte le 8 mai 1943 dans la même ville) est une résistante juive du ghetto de Varsovie, membre de l’organisation juive de combat et insurgée du soulèvement du ghetto de Varsovie.

## Biographie
Mira Fuchrer est née à Varsovie. Elle est militante du mouvement de jeunesse juive Hashomer Hatzaïr, où elle a probablement rencontré Mordechaj Anielewicz qui devint son compagnon. En septembre 1939, ils partent à Vilnius. Ils reviennent à Varsovie en janvier 1940 et en novembre se retrouvent dans le ghetto de Varsovie.
Dans le ghetto, Mira travaille dans un petit atelier de couture avec ses collègues Towa Frenkel et Rachela Zylberberg. En 1942, elle est agent de liaison avec les autres ghettos. 
Pendant le soulèvement, elle prend part aux combats dans le ghetto central. Le 8 mai 1943, elle est cachée dans le bunker du 18 de la rue Miła avec Mordechaj Anielewicz et un groupe d’environ 120 insurgés. Quand le bunker est découvert et encerclé par les Allemands, les combattants refusent de se rendre à l’occupant. La majorité d’eux, encouragée par Arie Wilner, se suicide.

## Commémoration
Les noms de Mira Fuchrer et de 51 insurgés identifiés sont gravés sur l’obélisque commémoratif, placé en bas du monticule d’Anielewicz en 2006.

## Dans la culture

### Au cinéma
- 2001 : 1943, l'ultime révolte : interprétée par Radha Mitchell

## Notes et références

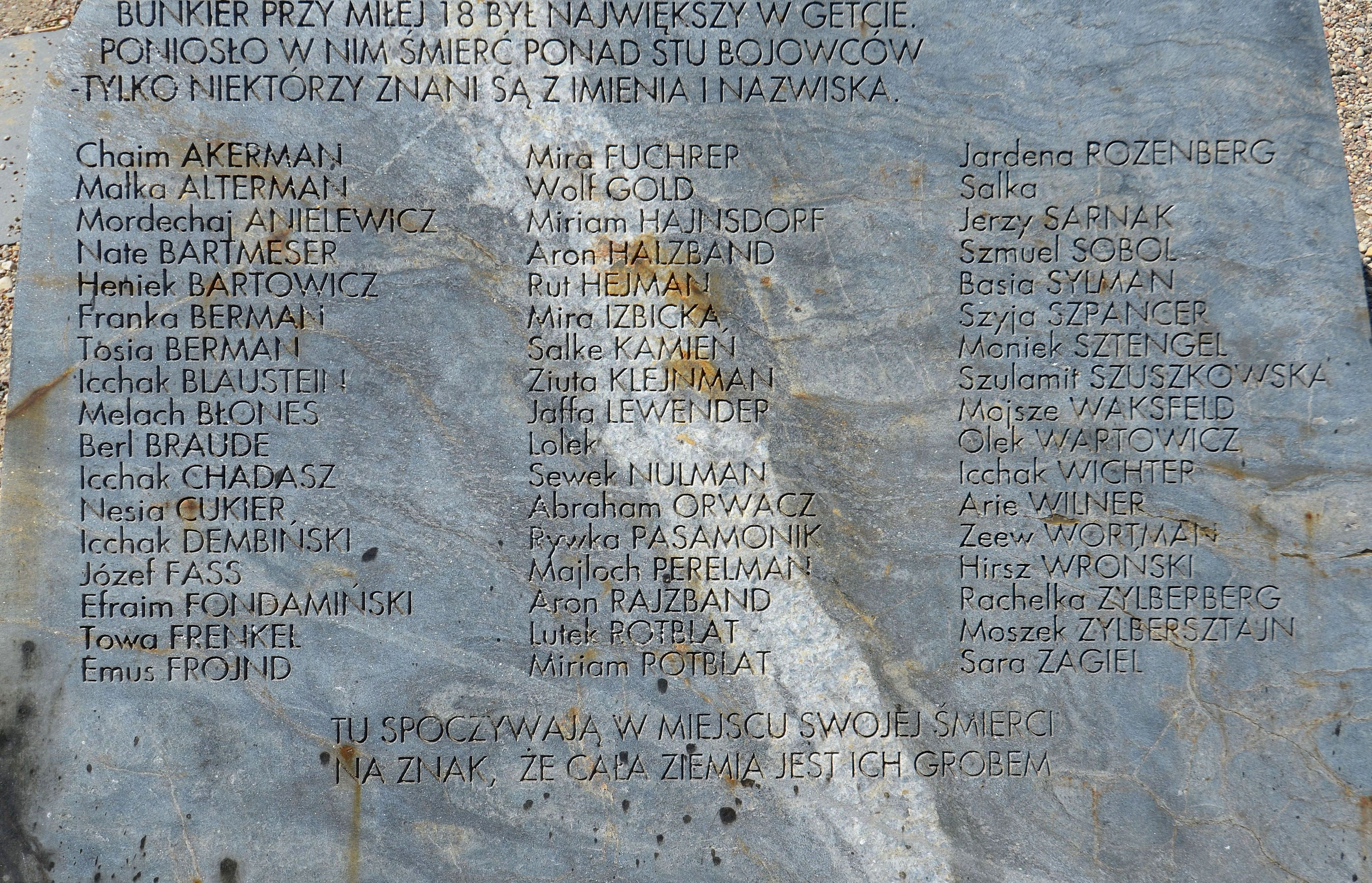
Les noms de Mira Furcher, Mordechaj Anielewicz et d’autres combattants juifs morts dans le bunker de la rue Miła 18, gravés sur l’obélisque en bas du monticule d’Anielewicz.